# Eremophila duttonii
Eremophila duttonii är en flenörtsväxtart som beskrevs av Ferdinand von Mueller. Eremophila duttonii ingår i släktet Eremophila och familjen flenörtsväxter. Inga underarter finns listade i Catalogue of Life.